# Uladzislaŭ Hančaroŭ
Uladzislaŭ Alehavič Hančaroŭ (in bielorusso Уладзіслаў Алегавіч Ганчароў?; Vicebsk, 2 dicembre 1995) è un ginnasta bielorusso, specializzato nel trampolino elastico.

## Biografia
Ha rappresentato la Bielorussia ai Giochi olimpici estivi di Rio de Janeiro 2016 ha vinto la medaglia d'oro nel trampolino individuale, precedendo sul podio i cinesi Dong Dong e Gao Lei.
Ai Giochi olimpici estivi di Tokyo 2020 si è classificato quarto nel trampolino individuale, terminando alle spalle del connazionale Ivan Litvinovič, del cinese Dong Dong e dello neozelandese Dylan Schmidt.

## Palmarès
- Olimpiadi

Rio de Janeiro 2016: oro nell'individuale.
- Mondiali

Daytona Beach 2014: argento nel sincro e bronzo nell'individuale.
Odense 2015: argento nell'individuale e nel sincro, bronzo a squadre.
Sofia 2017: oro nel sincro.
San Pietroburgo 2018: oro nel sincro.
Tokyo 2019: oro a squadre e argento nel sincro.
- Giochi europei

Baku 2015: argento nell'individuale e nel sincro.
Minsk 2019: oro nell'individuale.
- Europei

Guimarães 2014: oro nell'individuale e bronzo a squadre.
Valladolid 2016: oro nell'individuale e nel sincro, argento a squadre.
Baku 2018: oro nel sincro e a squadre.